# 苏尊
苏尊（羅馬化：Suzun）是俄罗斯新西伯利亚州的工人村（市级镇）、苏尊区行政中心，地处新西伯利亚州东南部，位于鄂毕河流域苏尊河（也称下苏尊河）畔，在州府新西伯利亚西南方，距新西伯利亚州与阿尔泰边疆区边界约15公里。镇北部设有同名铁路车站。
该地2021年人口有15,394人；2010年人口15,364；2002年人口15,565；1989年人口15,470。